# Cristian Gonzáles
Cristian Gérard Alfaro Gonzáles (ur. 30 sierpnia 1976 w Montevideo) – indonezyjski piłkarz pochodzenia urugwajskiego grający na pozycji napastnika. Od 2013 jest zawodnikiem klubu Arema Cronus.

## Kariera klubowa
Swoją karierę piłkarską Gonzáles rozpoczął w klubie Sud América Montevideo. W 1995 roku awansował do pierwszego zespołu. W sezonie 1996 Sud América spadł z Primera División do Segunda División. W sezonie 1997 zadebiutował w Sud América. W 1998 roku został wypożyczony do argentyńskiego drugoligowca, Huracánu Corrientes. W 1999 roku wrócił do Sud América, a w 2000 odszedł do Deportivo Maldonado. Grał w nim do końca 2002 roku.
W 2003 roku Gonzáles przeszedł do indonezyjskiego klubu PSM Makassar. Występował w nim przez dwa sezony. W 2005 roku został zawodnikiem Persiku Kediri. W sezonie 2006 wywalczył z Persikiem mistrzostwo Indonezji. W Persiku grał do końca 2008 roku. Strzelił dla tego klubu 102 gole w 95 rozegranych ligowych meczach.
W 2009 roku Gonzáles został piłkarzem klubu Persib Bandung. W sezonie 2008/2009 zajął z nim 3. miejsce w indonezyjskiej lidze. W 2011 roku odszedł do Persisam Putra Samarinda, w którym zadebiutował 4 grudnia 2011 w wygranym 2:1 wyjazdowym meczu z PSAP Sigli. W debiucie zdobył dwie bramki. W Persisam Putra Samarinda grał przez rok.
W 2013 roku Gonzáles przeszedł do Arema Cronus FC. Swój debiut w nim zaliczył 9 stycznia 2013 w wygranym 5:2 domowym meczu z Persidafonem Dafonsoro. W debiucie uzyskał hat-tricka. W sezonie 2013 wywalczył z Aremą wicemistrzostwo Indonezji. Z kolei w sezonie 2014 zajął z nim 3. pozycję w lidze.
| Sezon   | Klub                     | Kraj      | Rozgrywki        | Mecze | Gole |
| ------- | ------------------------ | --------- | ---------------- | ----- | ---- |
| 1995    | Sud América Montevideo   | Urugwaj   | Primera División | 0     | 0    |
| 1996    | Sud América Montevideo   | Urugwaj   | Primera División | 0     | 0    |
| 1997    | Sud América Montevideo   | Urugwaj   | Segunda División | 1     | 0    |
| 1997/98 | Huracán Corrientes       | Argentyna | Primera B        | 1     | 0    |
| 1998/99 | Huracán Corrientes       | Argentyna | Primera B        | 2     | 0    |
| 1999    | Sud América Montevideo   | Urugwaj   | Segunda División | 12    | 1    |
| 2000    | Deportivo Maldonado      | Urugwaj   | Primera División | 0     | 0    |
| 2001    | Deportivo Maldonado      | Urugwaj   | Primera División | 12    | 0    |
| 2002    | Deportivo Maldonado      | Urugwaj   | Primera División | 10    | 1    |
| 2003    | PSM Makassar             | Indonezja | Liga Indonesia   | 34    | 27   |
| 2004    | PSM Makassar             | Indonezja | Liga Indonesia   | 22    | 5    |
| 2005    | Persik Kediri            | Indonezja | Liga Indonesia   | 30    | 26   |
| 2006    | Persik Kediri            | Indonezja | Liga Indonesia   | 28    | 30   |
| 2007    | Persik Kediri            | Indonezja | Liga Indonesia   | 25    | 32   |
| 2008/09 | Persik Kediri            | Indonezja | Super League     | 12    | 14   |
| 2008/09 | Persib Bandung           | Indonezja | Super League     | 16    | 14   |
| 2009/10 | Persib Bandung           | Indonezja | Super League     | 22    | 18   |
| 2010/11 | Persib Bandung           | Indonezja | Super League     | 26    | 9    |
| 2011/12 | Persisam Putra Samarinda | Indonezja | Super League     | 32    | 18   |
| 2013    | Arema Cronus             | Indonezja | Super League     | 32    | 19   |
| 2014    | Arema Cronus             | Indonezja | Super League     | 25    | 15   |
| 2015    | Arema Cronus             | Indonezja | Super League     |       |      |

## Kariera reprezentacyjna
W latach 1994–1996 Gonzáles grał w reprezentacji Urugwaju U-20. W 2010 roku otrzymał obywatelstwo indonezyjskie. W reprezentacji Indonezji zadebiutował 21 listopada 2011 roku w wygranym 6:0 towarzyskim meczu z Timorem Wschodnim. W debiucie zdobył dwa gole. W 2014 roku wystąpił z kadrą Indonezji w Pucharze AFF Suzuki Cup 2014.